# Umuti Makani
Pour les articles homonymes, voir Makani.
Umuti Makani est un homme politique niuéen.

## Biographie
Membre d'un club de pêche du village d'Avatele et diacre et prédicateur laïc de l'église du village de Tamakautoga, il travaille trente ans dans le service public avant d'entrer en politique.
Il est élu député au Parlement de Niué pour le village de Tamakautoga aux élections législatives de 1996, succédant à Ikifotu Manamana qui ne se représente pas, et est nommé ministre adjoint dans le gouvernement de Frank Lui. En avril 1997, conduisant en état d'ébriété, il renverse un motard de vingt-sept ans dans le village de Makefu. N'arrêtant pas sa voiture et n'avertissant pas les secours, Umuti Makani laisse le jeune homme mourir sur le bas-côté de la route. Il est reconnu coupable d'homicide involontaire commis en conduisant en état d'ivresse, et de non-assistance à personne en danger, et condamné à dix-huit mois de prison ferme ainsi qu'à NZ$ 1 000 d'amende, dont la moitié est reversée à la famille de la victime. Sa peine de prison entraîne la vacance de son siège de député et sa destitution du gouvernement ; une élection législative partielle en résulte et est remportée par Pita Funaki. 